# Hissargebirge
Das Hissargebirge, auch Gissargebirge oder Hisorgebirge (usbekisch Hisor tizmasi; tadschikisch Қаторкӯҳи Ҳисор Qatorkuhi Hisor; russisch Гиссарский хребет Gissarski chrebet), ist ein Gebirgszug in Zentralasien.
Es erstreckt sich 200 km in west-östlicher Richtung über die Grenze von Usbekistan und Tadschikistan. Als höchster Berg des Gebirges und Usbekistans galt traditionell der Hazrat Sulton. Er erreicht eine Höhe von 4643 m und trug einst den Namen Berg des 22. Kongresses der Kommunistischen Partei. Bis er seinen heutigen Namen erhielt, war er einige Zeit namenlos. Im August 2023 wurde festgestellt, das der etwas weiter südlich liegende Alpomish 25 m höher und mit einer Höhe von 4668 m der höchste Berg Usbekistans ist.
Das Gebirge verläuft südlich der Serafschankette. Zwischen beiden parallelen Bergregionen liegen die Fanberge. Im Westen des Bergkette liegt die usbekische Provinz Surxondaryo. Im Südosten befindet sich der tadschikische Bezirk Hisor mit dem weitläufigen und fruchtbaren Hisortal, welches bis zur Bezirkshauptstadt Hisor und nach Duschanbe, der Hauptstadt Tadschikistans, reicht.
Geologisch besteht das Hissargebirge aus Glimmerschiefer, Granit und Sandstein.
Die jährlichen Niederschlagsmengen im Hissargebirge erreichen Werte bis zu 1600 mm.